# Switch (DJ)
David Taylor conocido por sus nombres artísticos de Switch y Solid Groove es un DJ, productor discográfico, y compositor británico. Su sonido transita entre la música house con elementos del dub y el hip hop. Es propietario de los sello Dubsided fundado en 2003, y de Counterfeet creado con el productor Sinden en 2006. Hasta fines de 2011, integró el proyecto musical Major Lazer, iniciado como un dúo junto al productor estadounidense Diplo.

## Trayectoria
En sus inicios como músico, produjo algunas pistas de drum and bass y jungle para el sello Labello Blanco. A principios de la década de 2000, Taylor había entrado de lleno en la escena house, lanzando producciones para los sellos Freerange, Slide 'N' Slip, y para su propio sello Dubsided bajo el nombre de Solid Groove. Junto a Jesse Rose deciden formar la agrupación Induceve, y con Trevor Loveys se unieron para la primera presentación de Switch, (lanzando clásicos como "Get Ya Dub On" y "Just Bounce 2 This") como un dúo que crearía una base para su actuales tendencias musicales. Loveys decide abándonar el proyecto, dejando a Taylor continuando con el nombre de Switch. En 2005, ganaba la aprobación de la escena musical con su trabajo de producción en el álbum debut de M.I.A. en canciones como "Pull Up the People" y "Bucky Done Gun", además de sus trabajos propios como "This Is Sick" y "A Bit Patchy". En este último sampleaba a la canción "Apache", original de Incredible Bongo Band.
Su trabajo con M.I.A. continuó con el aclamado segundo álbum Kala, y en su tercer álbum Maya lanzado en 2010. Además, contribuyó en los álbumes de Santigold, quien fuera la misma que le recomendó a Christina Aguilera para componer, producir y mezclar en su álbum Bionic.
En 2009, se asoció con Diplo (quien conoció a través de M.I.A.) para el proyecto musical de dancehall bajo el nombre de Major Lazer.

## Discografía

### Álbumes
- 2009 "Guns Don't Kill People... Lazers Do" como Major Lazer

CD Mixes
- 2006 House Bash-Up Mix (Mixmag)
- 2008 Fabric Live.43 – Get Familiar (Mezclado junto a Sinden)

### Sencillos
como Solid Groove
- 1999 "I Say! / Straight Jackin'"
- 2000 "Won't Stop / No Non Sense"
- 2001 "Jus' Dance"
- 2003 "Soul Provided"
- 2003 "Money Back"
- 2003 "Flookin' / Directions"
- 2003 "Mad About"
- 2005 "This Is Sick"
- 2006 "Over Booked / Red Hot" (con Sinden)
- 2011 Solid Groove / Subskrpt – "Throwing Stones"

como Switch
- 2003 "Get Ya Dub On"
- 2004 "Get on Downz"
- 2005 "Just Bounce 2 This"
- 2005 "A Bit Patchy"
- 2011 "I Still Love You" (con Andrea Martin)
- 2013 "A Sydney Jook" (con Erol Alkan)
- 2013 "Haunting of Mars / Cryptogram"

### Remixes
2014:
- Ella Henderson – "Ghost" (Switch Remix)

2013:
- Kylie Minogue – "Skirt"

2012:
- M.I.A. feat. Missy Elliott & Rye Rye – "Bad Girls" (Switch Remix)
- Gilles Peterson's Havana Cultura Band – "Agita" (Switch & Sinden Remix)

2011:
- Kool Keith – "Drugs" (Switch Remix)
- Ke$ha – "Animal" (Switch Remix)
- TV on the Radio – "Will Do" (Switch Remix)

2010:
- Florence and the Machine – "Rabbit Heart (Raise It Up)" (Switch Remix)
- Sugababes – "Wear My Kiss" (Switch Remix)

2009:
- The Toxic Avenger – "The Fall" (Switch Remix)
- Major Lazer – "Baby Riddim" (Switch Remix)
- Björk – "Nátturá" (Switch Remix)

2008:
- Mystery Jets – "Hideaway" (Switch Remix)
- Hot Chip – "Hold On" (Switch Remix)
- Skream – "Midnight Request Line" (Switch Remix)
- Underworld – "Boy, Boy, Boy" (Switch Remix)
- Azzido Da Bass – "Dooms Night" (Switch Remix)
- Santogold – "You'll Find A Way" (Switch & Sinden Remix)
- Laughing Boy and the Wrath of Khan – "PM Chalkman"
- Late of the Pier – "Space and the Woods" (Switch Remix)

2007:
- Santogold – "L.E.S. Artistes" (Switch Remix)
- Santogold – "You'll Find a Way" (Switch Remix)
- Armand Van Helden – "Je T'Aime" (Switch Remix)
- Radioclit – "Divine Gosa" (Switch Remix)
- Jacknife Lee – "Making Me Money" (Switch Remix)
- Robbie Williams – "Never Touch That Switch" (Switch Remix)
- Ben Westbeech – "Dance with Me" (Switch Remix)
- Speaker Junk – "Foxxy" (Switch Remix)
- Blaqstarr feat. Rye Rye – "Shake It To The Ground" (Switch & Santigold Remix)
- Simian Mobile Disco – "I Believe" (Switch Remix)
- Nine Inch Nails – "Capital G" (Switch Remix)
- Mika – "Love Today" (Switch Remix)
- DJ Mehdi – "I Am Somebody" (Switch Remix)
- Walter Meego – "Through A Keyhole" (Solid Groove & Sinden Remix)
- Diplo Feat. Dr Evil – "Mary Jane" (Solid Groove Mix)
- Just Jack – "Glory Days" (Switch Mix)
- Busta Rhymes – "Light Your Ass On Fire" (Switch Mix)
- Freeform Five – "No More Conversations" (Switch Remix)
- P. Diddy – "Tell Me" (Switch Remix)
- Klaxons – "Golden Skans" (Switch Remix)
- The Black Ghosts – "Face" (Switch Remix)
- Basement Jaxx – "Hey U" (Switch & Sinden Remix)
- Blackjoy – "Untitled" (Solid Groove Remix)

2006:
- Radioclit – "Mature Macho Machine" (Solid Groove & Sinden Remix)
- Spank Rock – "Bump" (Switch Remix)
- Playgroup – "Front 2 Back" (Switch Remix)
- Bugz In The Attic – "Don't Stop The Music" (Switch Remix)
- Sharon Phillips – "Want 2 / Need 2" (Switch Remix)
- MYNC Project feat. Abigail Bailey – "Something on Your Mind" (Switch Mix)
- Kelis – "Bossy" (Switch Remix)
- Plan B – "No Good" (A. Brucker Remix)
- Clipse – "Cross The Border" (A. Brucker & Sinden Remix)
- Jaydee – "Plastic Dreams" (Switch Remix)
- The Futureheads – "Worry About It Later" (Switch Remix)
- Fatboy Slim – "Champion Sound" (Switch Remix)
- Def Inc – "Waking the Dread" (Switch Remix)
- Coldcut – "True Skool" (Switch Mix)
- Edu K Feat. Deize Tigrona – "Sex-O-Matic" (Solid Groove Remix)
- Bell X1 – "Flame" (Solid Groove Mix)
- Hot Chip – "Over And Over" (Solid Groove Remix)
- Lily Allen – "LDN" (Switch Remix)

2005:
- Only Freak – "Can't Get Away (From Your Love)" (Solid Groove Remix)
- X-Press 2 – "Give It" (Switch 'Give It More' Remix)
- Les Rythmes Digitales – "Jacques Your Body (Make Me Sweat)" (Switch Remix)
- Infusion – "The Careless Kind" (Switch Remix)
- Evil Nine – "Pearl Shot" (Switch Remix)
- Dubble D – "Switch" (Switch Remix)
- BodyRockers – "Round & Round" (Switch Mix)
- Pest – "Pat Pong" (Solid Groove Remix)
- Mattafix – "Big City Life" (Solid Groove Remix)
- Coldcut – "Everything Is Under Control" (Solid Groove Remix)
- Basement Jaxx – "U Don't Know Me" (Solid Groove Remix)
- Basement Jaxx – "Fly Life Xtra" (Switch Mix)
- Eri Nobuchika – "I Hear The Music In My Soul" (Solid Groove Remix)

2004:
- The Chemical Brothers – "Galvanize" (Switch Remix)
- Faithless – "Miss U Less, See U More" (Switch's Chops)
- Shaznay Lewis – "You" (Switch Remix)
- Marco de Souza – "Step Over" (Solid Groove Mix)
- Rune Ft. Morten Luco – "Nothing New" (Solid Groove Mix)
- Blaze – "My Beat" (Solid Groove Remix)
- Blaze feat. Palmer Brown – "Do You Remember House?" (Solid Groove Remix)
- Half Pint – "Red Light Green Light" (Switch Remix)
- Mondo Grosso – "Fire & Ice" (Switch Remix)
- Domu – "Worldwide" (Solid Groove's Wednesday At Midnight Mix)
- Sunship Feat. Warrior Queen – "Almighty Father" (Solid Groove Mix)
- Magik Johnson Ft. Sandy Mill – "Feel Alright" (Solid Groove Mix)
- Basement Jaxx – "Right Here's The Spot" (Switch's Drunk At The Dogstar Mix)
- Nick Holder – "Bad Girl" (Solid Groove Mix)
- Mutiny – "Dem Girls" (Solid Groove Mix)
- Armand Van Helden Feat. Spalding Rockwell – "Hear My Name" (Solid Groove's Hear My Rub Mix)
- Jentina – "French Kisses" (Switch's Jack The Box Remix)
- Half Pint – "Red Light Green Light" (Switch Remix)

2003:
- Futureshock – "Late at Night" (Switch Remix/Solid Groove Dubbed It)
- Futureshock – "Pride's Paranoia" (Solid Groove Remix)
- Roy Davis Jr. – "About Love" (Solid Groove Remix)
- Only Freak – "Planet Deep" (Solid Groove Remix)
- The Chemical Brothers – "Get Yourself High" (Switches Rely On Rub)
- Audio Bullys – "Way Too Long" (Switch Remix)

2002:
- Trevor Loveys – "U Know It" (Solid Groove Remix)

2001:
- Avon Guard – "Another Side" (Solid Groove Remix)
- Puretone – "Addicted To Bass" (Solid Groove Remix)

2000:
- The Klub Family feat. Sybil – "When I Fall In Love" (Solid Groove Remix)
- Willy Washington Pres. Jazmina – "Rescue Me (Y Don't U)" (Solid Groove Remix)
- Midnight Express – "Hallelujah" (Solid Groove Remix)
- Power In The Groove – "It's Automatic" (Solid Groove Remix)
- Antoine Clamaran Pres. D-Plac – "Get Up (It Doesn't Matter)" (Soundclash Re-Edit)

1998:
- Blaze Feat. Palmer Brown – "My Beat" (Solid Groove Remix)
- DJ Elias, Dj José Divina & DJ Carlos Moreno – "Moist" (Obsesión Bass Remix)
- Lhooq – "I Don't Want To Know" (Solid Groove Remix)
- Roz White – "A Little More Love" (Solid Groove Remix)
- E-17 – "Each Time" (Solid Groove Remix)

1996:
- Mijan – "Alright" (Solid Groove Remix)

### Como productor
| Año  | Canción | Artista(s)         | Álbum                                        |
| ---- | --- | ------------------ | -------------------------------------------- |
| 2005 | "Pull Up The People" "Bucky Done Gun" (co-prod. con Diplo) "U.R.A.Q.T." | M.I.A.             | Arular (Producido bajo el alias A. Bruckner) |
| 2005 | "Love Guide" (con Ms. Thing) | Two Culture Clash  | Two Culture Clash                            |
| 2006 | "I'm Mo Try" | Herve              | What You Need The Most                       |
| 2006 | "Flowers On The Highway" | Prolyphic          | Time's Table Scraps                          |
| 2007 | "Everyday This" | Jesse Rose         | Itchy Dog                                    |
| 2007 | "Paper Planes" (co-prod. con Diplo) "Jimmy" "Boyz" "Bamboo Banga" "Bird Flu" "Hussel" "20 Dollar" "World Town" "XR2"                                                         | M.I.A.             | Kala                                         |
| 2008 | "You'll Find a Way" "Shove It" "Say Aha" "Creator" "Starstruck" "Anne" | Santogold          | Santogold                                    |
| 2008 | "Produccíón íntegra del álbum" | Tricky             | Knowle West Boy                              |
| 2009 | "Well Now" "Pop Yer Porn" "Asided" | Jesse Rose         | What Do You Do If You Don't?                 |
| 2009 | "Something Bigger, Something Better" "Might Like You Better" "Leaving You Behind" "DJ" "Big Heavy"                                                                           | Amanda Blank       | I Love You                                   |
| 2009 | "Produccíón íntegra del álbum" | Major Lazer        | Guns Don't Kill People... Lazers Do          |
| 2009 | "Box N Locks" | MPHO               | Pop Art                                      |
| 2009 | "Hold The White" | Andy Milonakis     | Hot Soup                                     |
| 2010 | "Bionic" "Elastic Love" "Monday Morning" "Bobblehead" | Christina Aguilera | Bionic                                       |
| 2010 | "Steppin Up" "Teqkilla" "Born Free" | M.I.A.             | Maya                                         |
| 2010 | "No Security" "Lets Get Beezy" (co-prod.) "Park The Truck" "Birthday Bash" "Remedy" "Have Mercy" "Lone White Wolf" (prod. con Major Lazer) "Jump Up" (prod. con Major Lazer) | Crookers           | Tons of Friends                              |
| 2010 | "Produccíón conjunta del álbum con otros artistas" | M.I.A.             | Vicki Leekx                                  |
| 2010 | "Hold You" | Gyptian            |                                              |
| 2011 | "Produccíón conjunta del álbum con Diplo & Mike Spencer" | Alex Clare         | The Lateness of the Hour                     |
| 2011 | "Run the World (Girls)" (prod. con The-Dream & Diplo) "End of Time" (prod. con The-Dream & Diplo)                                                                            | Beyoncé            | "4"                                          |
| 2012 | "Pirate In the Water" (prod. con Diplo) "Look at these Hoes" (co-prod.) "GO!" "Freak Like Me" "Big Mouth"                                                                    | Santigold          | Master of My Make-Believe                    |
| 2012 | "Facemelt " "Hello, Hi, Goodbye" (prod. con Diplo) | Rita Ora           | ORA                                          |
| 2012 | "Slower" | Brandy             | Two Eleven                                   |
| 2013 | "Sugar" | Kerli              | Utopia (EP)                                  |
| 2013 | "Bring The Noize" | M.I.A.             | Matangi                                      |